# Ganggräber von Gundestrup

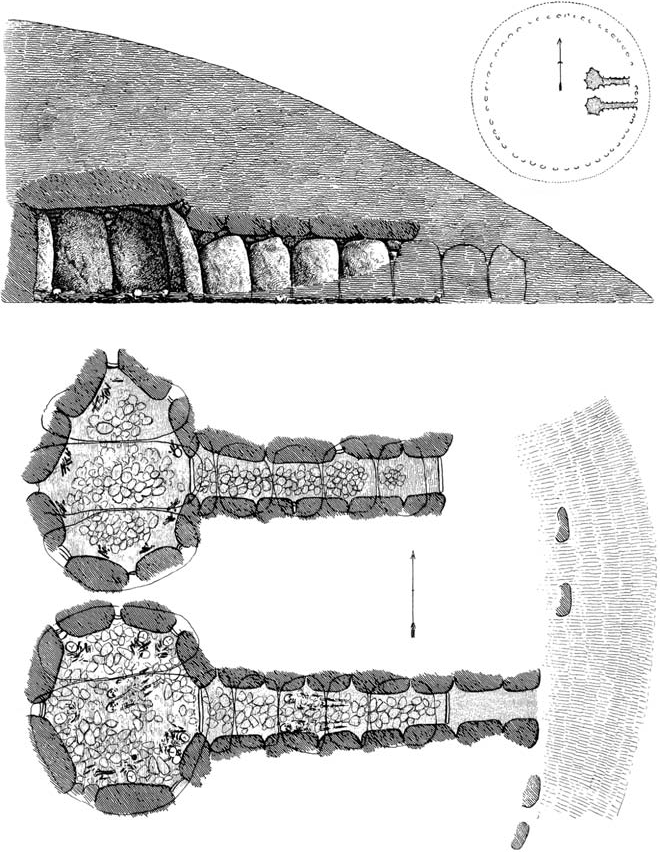
Grundriss und Querschnitt Doppelganggrab ohne gemeinsamen Trennstein; hier Snibhøj - A. P. Madsen

Die Ganggräber von Gundestrup (auch Gundestrup Mark oder Gundestrupgård genannt) liegen in der Kirchspielsgemeinde Skræm in der Jammerbugt Kommune in Nordjütland in Dänemark. Sie haben bauliche Sonderstellungen, die im Megalithareal kein zweites Mal vorkommen. Sie stammen aus der Jungsteinzeit 3500–2800 v. Chr. und sind Megalithanlagen der Trichterbecherkultur (TBK). 
Das Ganggrab (dänisch Jættestue) ist eine Bauform jungsteinzeitlicher Megalithanlagen, die aus einer Kammer und einem baulich abgesetzten, lateralen Gang besteht. Diese Form ist primär in Dänemark, Deutschland und Skandinavien, sowie vereinzelt in Frankreich und den Niederlanden zu finden. 

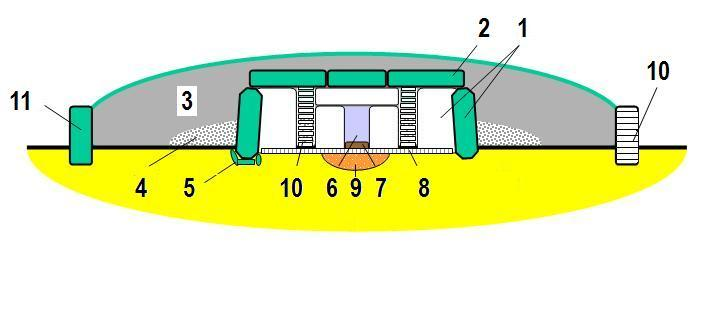
Schema Ganggrab (Querschnitt) 1=Trag-, 2= Deckstein, 3=Erdhügel, 4=Dichtung, 5=Verkeilsteine, 6=Zugang, 7= Schwellenstein. 8=Bodenplatten, 9=Unterbodendepots, 10=Zwischenmauerwerk 11=Randsteine

## Gundestrup 1
Gundestrup 1 oder Gundestrup Süd ist ein Ganggrab mit seitlicher, auf der Kammerachse gelegener Nebenkammer. Ganggräber mit Nebenkammern sind in nur 30 Exemplaren rund um den Limfjord, in Djursland, auf Seeland und auf Lolland bekannt. Die Seitenkammern wurden gleichzeitig mit der Hauptkammer aufgeführt und liegen gewöhnlich axial oder koaxial zum Gang.
Die polygonale, nur etwa vier Meter lange Kammer besteht aus acht Tragsteinen (zwei pro Seite) und einem gewaltigen Deckstein. Ein etwa vier Meter langer Gang führt mittig in die etwa 2,7 Meter breite Kammer, die einem Polygonaldolmen ähnlich aufgebaut ist. Zwischen den beiden Tragsteinen der rechten Seitenwand liegt die Verbindung zu der etwas koxial liegenden Nebenkammer, die etwa ein Drittel der Größe der Hauptkammer hat, aus fünf Tragsteinen besteht und ebenfalls von nur einem Deckstein bedeckt wird. Das Ganggrab befindet sich in einem beschädigten Rundhügel, dessen Einfassungssteine  partiell erhalten sind. Die beiden Kammern sind teilweise mit Erde gefüllt. 

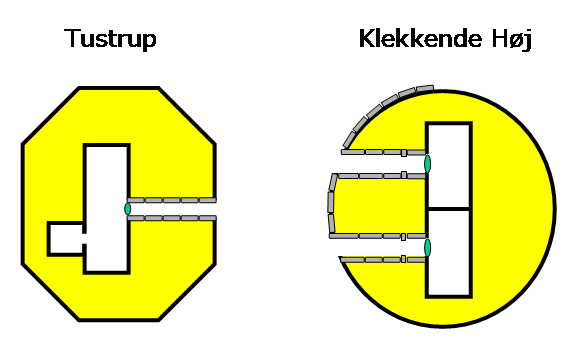
Sonderformen des Ganggrabtyps

## Gundestrup 2
Das nahegelegene Gundestup 2 oder Gundestup Nord ist das einzige Doppelganggrab (dänisch Dobbelt- oder Tvillingejættestue) Dobbelt- mit je einer Nebenkammer. Doppelganggräber findet man in 57 Beispielen auf Seeland, Møn, Langeland, Fünen und Samsø. Ein Dutzend dieser Anlagen sind aus Nordjütland, besonders aus dem südlichen Himmerland, bekannt, drei liegen in Schonen in Schweden. 
Der Grundriss dieses Ganggrabes der TBK ist einmalig. Zwei etwa sechs Meter lange Gänge, deren Randsteine zum Teil fehlen, führen in eine etwa 12,0 m lange Kammer, die von 22 Tragsteinen gebildet wird, die mindestens 10 Decksteine trugen. Wahrscheinlich wurde die große trapezoide Hauptkammer (dänisch hovedkammeret) später geteilt, oder die nordöstliche im Grundriss eher diffuse Hälfte wurde erst später angebaut. Ansonsten wären zwei getrennte Gänge nicht erforderlich. Die Trennung, die nur hier nicht aus Megalithen, sondern aus Zwischenmauerwerk bestand, ist nicht mehr vorhanden. 
Die südliche, in Gangrichtung erbaute ovale Nebenkammer (dänisch bikammer), besteht aus fünf Tragsteinen und einem Deckstein. Sie wurde anlässlich des Um- oder Ausbaus verschlossen. An die nordöstliche Hauptkammer wurde, etwa in Verlängerung des Zugangs, ein weiterer kurzer Gang angebaut, der in die D-förmige nördliche Nebenkammer führt. 
Die Kammern liegen in den Resten eines erodierten Hügels und sind zur Hälfte mit Erde gefüllt.